# 去管制化
去管制化或去管制是取消或減少國家管制的過程，通常是在經濟領域。這是廢除政府對經濟的管制。 它在 1970 年代和 1980 年代在發達工業經濟體中變得普遍，這是由於經濟思維的新趨勢，即政府監管之效率低下，以及監管機構可能會被受監管行業控制以使其受益（參看監管俘虜）之風險，從而傷害消費者和更廣泛的經濟。 在美國，經濟監管在鍍金時代得到推廣，進步時代之改革被認為是限制企業積弊、童工問題、壟斷、污染等外部因素，以及緩解繁榮和蕭條週期所必需的。 大約在1970年代後期，此類改革被認為對經濟增長造成負擔，許多支持新自由主義的政客開始推動放鬆管制。
放鬆管制的既定理由通常是更少和更簡單的法規將導致競爭力水平提高，從而提高生產率、效率和整體價格。 反對放鬆管制可能涉及對環境污染和環境品質標準（例如取消對有害物質的管制）、金融不確定性和競爭法方面的擔憂。
監管改革與放鬆管制並行發展。 監管改革是指有組織和持續的計劃來審查監管，以盡量減少、簡化並使其更具成本效益。 在美國，在1980年Regulatory Flexibility法案的推動下，這些努力體現在美國行政管理和預算局的Office of Information and Regulatory Affairs。在英國則有Better Regulation Commission。此類審查中經常使用成本效益分析。 此外，還有通常由經濟學家建議的監管創新，例如排放權交易。
放鬆管制可以與私有化區分開來，後者將國有企業轉移到私營部門。
在監管政策（經濟政策的一個子領域）中，放鬆管制意味著通過取消國家管制和標準來簡化市場監管。